# Make Europe Great Again (MEGA) & Save Europe
Make Europe Great Again (MEGA) & Save Europe — политический лозунг, основанный на лозунге, впервые использованном в 2017 году Фондом европейских прогрессивных исследований (FEPS) в контексте прогрессивных реформ. Позже, в 2024 году, лозунг был подхвачен консервативными и популистскими движениями, включая правительство Венгрии во время их председательства в Совете Европейского союза. В 2025 году лозунг был популяризирован предпринимателем Илоном Маском, который превратил его в основу для нового политического движения, выступающего за укрепление национального суверенитета европейских стран, ограничение иммиграции и критику Европейского союза. Движение ассоциируется с поддержкой правопопулистских партий, включая немецкую партию AfD и венгерскую Fidesz. Их объединяет общая цель — переосмысление европейской идентичности и критика текущего состояния Европы.

## История
Лозунг «Make Europe Great Again» начал использоваться различными европейскими политиками и общественными деятелями. В 2017 году он был упомянут в контексте прогрессивных реформ в ЕС. Позже он ассоциировался с консервативными или популистскими движениями, такими как правительство Венгрии во время их председательства в Совете Европейского союза.
Идея MEGA популяризирована Маском 1 февраля 2025 года в X: «От MAGA к MEGA: сделаем Европу снова великой!». Пост набрал 75 млн просмотров за сутки, вызвав полярные реакции. Ранее аналогичный лозунг использовал Виктор Орбан в 2024 году во время председательства Венгрии в Совете ЕС.

## Политические позиции и цели
Основные тезисы MEGA:
| 1. Суверенитет vs. ЕС.     | Критика «бюрократии Брюсселя», призывы к децентрализации власти.                           |
| 2. Иммиграция.             | Требования ужесточить миграционную политику и «сохранить европейскую идентичность».        |
| 3. Климатическая политика. | Отрицание «климатической тревоги» и призыв к отмене регуляций Европейского зелёного курса. |

## Критика
- Политики ЕС: Канцлер Германии Олаф Шольц назвал поддержку AfD со стороны Маска «отвратительной». Еврокомиссия усилила проверки X из-за подозрений в алгоритмической пропаганде правых идей[4].
- Общественная реакция: В соцсетях пользователи обвиняли Маска в «имперском вмешательстве», отмечая: «Европа уже велика — решайте свои проблемы»[6].

## Влияние
- Участие в «Саммите патриотов Европы» (Мадрид, февраль 2025) с Ле Пен, Сальвини и Вилдерсом[7].
- Усиление дебатов о регулировании соцсетей в ЕС.

## Save Europe
Save Europe — интернет-движение, зародившееся в 2023 году на платформе TikTok как эстетизированный контент с использованием ускоренных ремиксов европейских танцевальных хитов 1990—2000-х годов, продвигающую ксенофобные, антииммигрантские и исламофобские идеи через музыкальные клипы и виральные ролики. Первоначально оно ассоциировалось с мемами, сочетающими неонацистскую символику (например, «Чёрное солнце»), статуи скульптора Третьего рейха Арно Брекера и теории заговора о «Великом замещении» белого населения.

## Происхождение и развитие
- 2023 год: В TikTok появились первые видео с хэштегами #AryanClassic и #SaveEurope, где под треки в стиле nightcore (ускоренные версии песен) накладывались образы «гиперборейской эстетики», отсылающие к Обществу Врил и мифологизированному «арийскому прошлому» Европы. Популярным саундтреком стал хит Gigi D’Agostino «L’Amour Toujours», который ультраправые активисты адаптировали для скандирования лозунгов вроде «Германия — для немцев!»[9][8].
- Музыка как инструмент: Треки Basshunter, «Серебро», «Винтаж» и других исполнителей ремикшировались для создания «арийской классики» — плейлистов на Spotify и YouTube, которые сочетают евродэнс с расистскими лозунгами. Например, в клипах статуи Брекера синхронизировались с битами, а в комментариях пользователи хвастались «чистотой крови»[8].

## Ключевые особенности
- Эстетика ностальгии: Использование архивных видео европейских пейзажей, чёрно-белой хроники и образов «сильной Европы» до мультикультурализма[10][11].
- Кодированные сообщения: Фразы вроде «Millions must listen» (отсылка к мему «The West Has Fallen») и числовые коды (14/88 — символ белого превосходства).
- Парадокс иронии: Многие пользователи отрицали поддержку расизма, но способствовали популяризации движения через комментарии вроде «ненавижу их идеи, но музыка — огонь».

## Влияние и критика
Движение привело к:
- Ужесточению модерации на TikTok и Spotify, где удалялись видеоролики и плейлисты с названиями вроде «Save Europe»[12].

Движение возникло на фоне:
- Растущего влияния правых партий в Европе (Национальное объединение, Лига Севера и других).
- В связи с проблемой миграции в Европе[13].